# Henry B. Payne
Pour les articles homonymes, voir Payne.
Henry B. Payne est un homme politique américain né le 30 novembre 1810 à Hamilton et mort le 9 septembre 1896 à Cleveland. Membre du Parti démocrate, il siège à la Chambre des représentants de 1875 à 1877, puis au Sénat de 1885 à 1891.